# Джамиля (фильм, 1968)
«Джамиля» — художественный фильм 1968 года режиссёра Ирины Поплавской по одноимённой книге Чингиза Айтматова, снятый на киностудиях «Мосфильм» и «Киргизфильм».

## Сюжет
Действие происходит в Киргизии во время Великой Отечественной войны, когда женщины, старики и дети пахали в поле и отправляли пшеницу фронтовикам. В маленьком ауле Каркурау живёт семья, у них есть два дома, малый и большой. В семье главой считается мать; так как характер у нее сильный, она и является авторитетом для других. В семье также есть 2 брата, и Сеит младший из них, и также их сестрёнка. Старший Садык, после того как женился на Джамиле, прожил с ней только 4 месяца, потом его забрали на фронт. Джамиля тосковала по нему. После того, как ранили Садыка, он пишет письмо о том, что возвращается домой через 2 месяца, чему все радуются. Но к тому времени в ауле оставалось мало людей, которые могли бы отвозить зерно с тока до станции. И поэтому бригадир попросил Кичи-апа, чтобы она отдала свою невестку на работу. Сначала она противилась, но потом всё-таки разрешает ей и Сеиту заняться делом. К ним ещё присоединяется Данияр, и отсюда начинается их история. Сначала Джамиля даже не замечает его, хоть они всегда работают вместе. Но иногда они могли и пошутить с Сеитом над ним. Но однажды они даже пожалели о своей шутке.

## Съёмочная группа

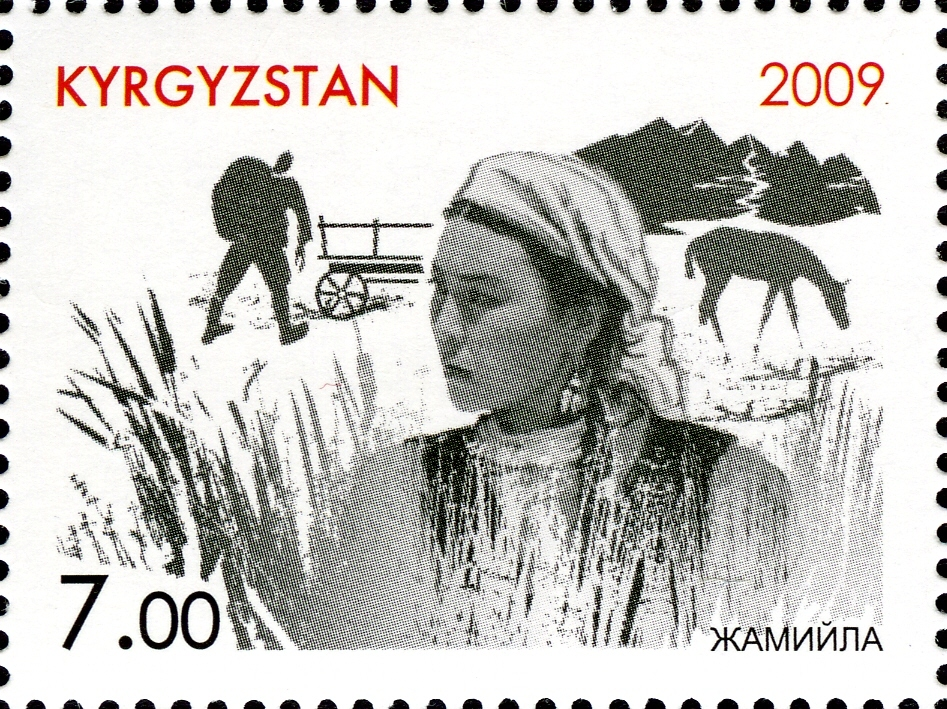
Джамиля, на почтовой марке Кыргызстана, 2009

- Режиссёр — Ирина Поплавская
- Автор сценария — Чингиз Айтматов
- Художник — Анатолий Кузнецов
- Композитор — Николай Сидельников
- Оператор — Кадыржан Кыдыралиев
- Звукорежиссёр — Виктор Беляров

## Роли исполняли
- Наталья Аринбасарова — Джамиля
- Суйменкул Чокморов — Данияр
- Болот Бейшеналиев — художник
- Мухтар Бактыгереев — Осман
- Алиман Джангорозова — Джаныл, мать
- Муканбет Токтобаев
- Бакирдин Алиев

## Награды
Награды режиссёра Ирины Поплавской за фильм «Джамиля»:
- Приз «Калимэ» — за лучший иностранный фильм мира в Иэре, Франция («Джамиля»)
- Приз «За лучшую режиссуру» на МКФ в Картахене, Колумбия («Джамиля»)
- Почетные дипломы на внеконкурсных показах к/к «Джамиля» на Карфагенском мкф (Тунис) и в Кёсеге (Венгрия)
- Фильм «Джамиля» включен кинокритиками Бразилии в число лучших десяти картин мира (Сообщение ТАСС от 1 мая 1973 г.)